# Кондильяк, Этьенн Бонно де
Этьенн Бонно де Кондильяк (фр. Étienne Bonnot de Condillac; 30 сентября 1714, Гренобль, Франция — 3 августа 1780, Лаи-ан-Валь, Франция) — французский философ, аббат. Родной брат Мабли и двоюродный брат д'Аламбера.

## Биография
Учился в парижской семинарии и Сорбонне, получил духовное образование. В 1740 возведён в сан священника, но отказался от обязанностей священнослужителя.
Вращался некоторое время в кругу энциклопедистов. От сотрудничества в «Энциклопедии» Дидро отказался и резко выступал против материализма.
В 1758—1767 находился в Пармском герцогстве в качестве воспитателя наследника престола инфанта Фердинанда Пармского, внука Людовика XV.
В 1768 году стал членом Французской академии.
Умер в 1780 году.

## Сенсуалистическая теория познания
Кондильяк имеет несомненное историческое значение, так как представляет собой особый момент в сенсуалистической теории познания. Особенную важность Кондильяк имеет для французской философии: он имел сначала ряд последователей, а позднее французская философия определялась критикой основных положений Кондильяка. Велико влияние Кондильяка и на современный английский эмпиризм. Философских сочинений Кондильяк написал немного: «Essai sur l’Origine des Connaissances humaines» («Опыт о происхождении человеческих знаний», 1746 г.); «Traité des Systèmes» («Трактат о системах», 1749); «Traité des Sensations» («Трактат об ощущениях», 1754) и «Traité des animaux» («Трактат о животных», 1755). Незадолго до его смерти появилась его логика, а его «La langue des Calculs» («Язык исчислений») издана после его смерти. Получив приглашение стать воспитателем внука Людовика XV — инфанта дона Фердинанда, Кондильяк написал шестнадцатитомный труд «Курс занятий по обучению принца Пармского», в котором содержатся обширные сведения по языкознанию, литературе, риторике, истории философии.
В последние годы своей жизни работал над экономическим сочинением «Торговля и правительство, рассмотренные в их взаимном отношении».
Николай Бухарин отмечал, что Кондильяк в своих идеях предвосхитил ряд положений австрийской экономической школы:

Кондильяк усиленно подчёркивает «субъективный» характер ценности, которая является у него не общественным законом цен, а индивидуальным суждением, покоящимся на полезности («utilité») с одной стороны и на редкости («rareté») — с другой. Этот же автор настолько близко подходил к «современной» постановке вопроса, что проводил даже разграничение между «настоящими» и «будущими» потребностями («besoin présent et besoin éloigné») 2), разграничение, которое, как известно, играет основную роль в переходе от теории ценности к теории прибыли у главнейшего представителя «австрийцев» — Бём-Баверка.
— Николай Бухарин, «Политическая экономия рантье»
Слава Кондильяка основана, главным образом, на его «Traité des Sensations». Первые два сочинения написаны под влиянием Локка. С точки зрения Локка критикует он философские системы Мальбранша, Спинозы и Лейбница. Однако, трактат о логике был чрезвычайно популярен в конце XVIII — начале XIX веков.
Чтение сочинений Беркли, а отчасти и влияние энциклопедистов заставило Кондильяка внести существенные изменения в теорию познания Локка. «Traité des Sensations» имеет несомненное психологическое значение; в психологии Кондильяк является новатором, и учение о возникновении пространственной схемы, представляющее в современной психологии одну из наиболее разработанных глав, должно в Кондильяке признать своего родоначальника.

## Рефлексия
Локк, по мнению Кондильяка, ошибается, допуская двоякий источник познания — ощущения (sensations) и рефлексию. Рефлексия не представляет ничего самостоятельного, а есть переработанное ощущение; из ощущений слагается и память; множественность ощущений сама собой вызывает суждение. Кондильяк, таким образом, не только описывает различные душевные явления, но дает и историю развития души.
При изображении этой истории он исходит из чисто априористического построения — статуи живой, но не одухотворенной, которую он постепенно одаряет различными способностями ощущений и из них извлекает различные группы понятий. Кондильяк полагает, что он придерживается эмпирического метода, между тем он поступает точно также как философы-рационалисты в XVIII веке, то есть строит факты.
Ощущения Кондильяк делит на две группы: с одной стороны — обоняние, зрение, слух и вкус, с другой — осязание. Анализ осязания и значение, которое он придал этой категории ощущений, есть несомненная заслуга Кондильяка перед психологией. В познании внешнего мира осязанию принадлежит руководящая роль. Подобно тому, как все познание о внешнем мире Кондильяк выводит из ощущений, состояния чисто субъективные он также выводит из того же источника. Нельзя отказать в некоторой грандиозности простоте этого построения душевной жизни.
Французы причисляют Кондильяка к числу классических писателей; чтение трёх книг его «Traité des Sensations» входит у них в состав элементарного философского преподавания.

## Идея чисел
Рассуждая об идее чисел, Этьенн Бонно де Кондильяк приводит следующий пример. Французский геодезист и путешественник, член Парижской Академии наук Шарль Мари де ла Кондамин в своей книге «Краткое повествование о путешествии вглубь Южной Америки от берега Южного моря до берегов Бразилии и Гвианы, вниз по реке Амазонке», опубликованной в 1745 году, сообщает, что у племени Ямео (Южная Америка) число 3 произносится как Пелларрароринкурак (poellarrarorincourac). По мнению Кондильяка, столь неудачное наименование числа три послужило препятствием для осуществления простейших арифметических действий и, как следствие, невозможность для племени создать идею чисел, превышающих количество пальцев.

25 июля [1743 года], миновав устье реки Тигре, Кондамин прибыл во вновь созданное поселение индейцев племени ямео, под влиянием миссионеров недавно перебравшихся туда из лесов. Язык этих индейцев был очень трудный, а произношение совершенно необычное. Некоторые слова состояли из девяти—десяти слогов, а считать ямео умели только до трёх. (Жюль Верн, "История великих путешествий").

## Издания Кондильяка на русском языке
- «Логика аббата Кондильяка» (1785)
- «Логика, или Умственная наука, руководствующая к достижению истины» (1805)
- О выгодах свободной торговли. / Пер. с фр. Николай Аммосов. — СПб., 1817.
- «Трактат об ощущениях» (1935)
- «Трактат о системах» (1938)
- Кондильяк Э. Б. Сочинения в 3-х томах / Пер. с фр.; общ. ред. и примеч. В. М. Богуславского. — М.: Мысль, 1980—1983. — Серия «Философское наследие».
- О языке и методе = Du langage et de la methode / Пер. с фр. И. С. Шерн-Борисовой ; общ. ред. В. М. Богуславского; вступ. ст. Е. Л. Пастернак ; коммент В. М. Богуславского и Е. Л. Пастернак. — Изд. 2-е. — Москва : КомКнига, 2006 (М. : ЛЕНАНД). — 174, [2] с. — (История лингвофилософской мысли) — ISBN 5-484-00353-9